# Allas-Bocage
Allas-Bocage ist eine französische Gemeinde mit 197 Einwohnern (Stand 1. Januar 2022) im Département Charente-Maritime in der Region Nouvelle-Aquitaine (vor 2016 Poitou-Charentes); sie gehört zum Arrondissement Jonzac und zum Kanton Jonzac. Die Einwohner werden Allasiens genannt.

## Geographie
Allas-Bocage liegt etwa 75 Kilometer nordnordöstlich von Bordeaux. Umgeben wird Allas-Bocage von den Nachbargemeinden Nieul-le-Virouil im Nordwesten und Norden, Saint-Simon-de-Bordes im Nordosten, Agudelle im Osten, Salignac-de-Mirambeau im Südosten und Süden, Soubran im Süden und Südwesten sowie Mirambeau im Westen.

## Einwohnerentwicklung
| Jahr                       | 1962 | 1968 | 1975 | 1982 | 1990 | 1999 | 2006 | 2019 |
| Einwohner                  | 182  | 186  | 189  | 173  | 163  | 150  | 175  | 196  |
| Quellen: Cassini und INSEE |      |      |      |      |      |      |      |      |

## Sehenswürdigkeiten
- Kirche St-Martin aus dem 12. Jahrhundert, seit 1908 Monument historique

Siehe auch: Liste der Monuments historiques in Allas-Bocage

## Weblinks

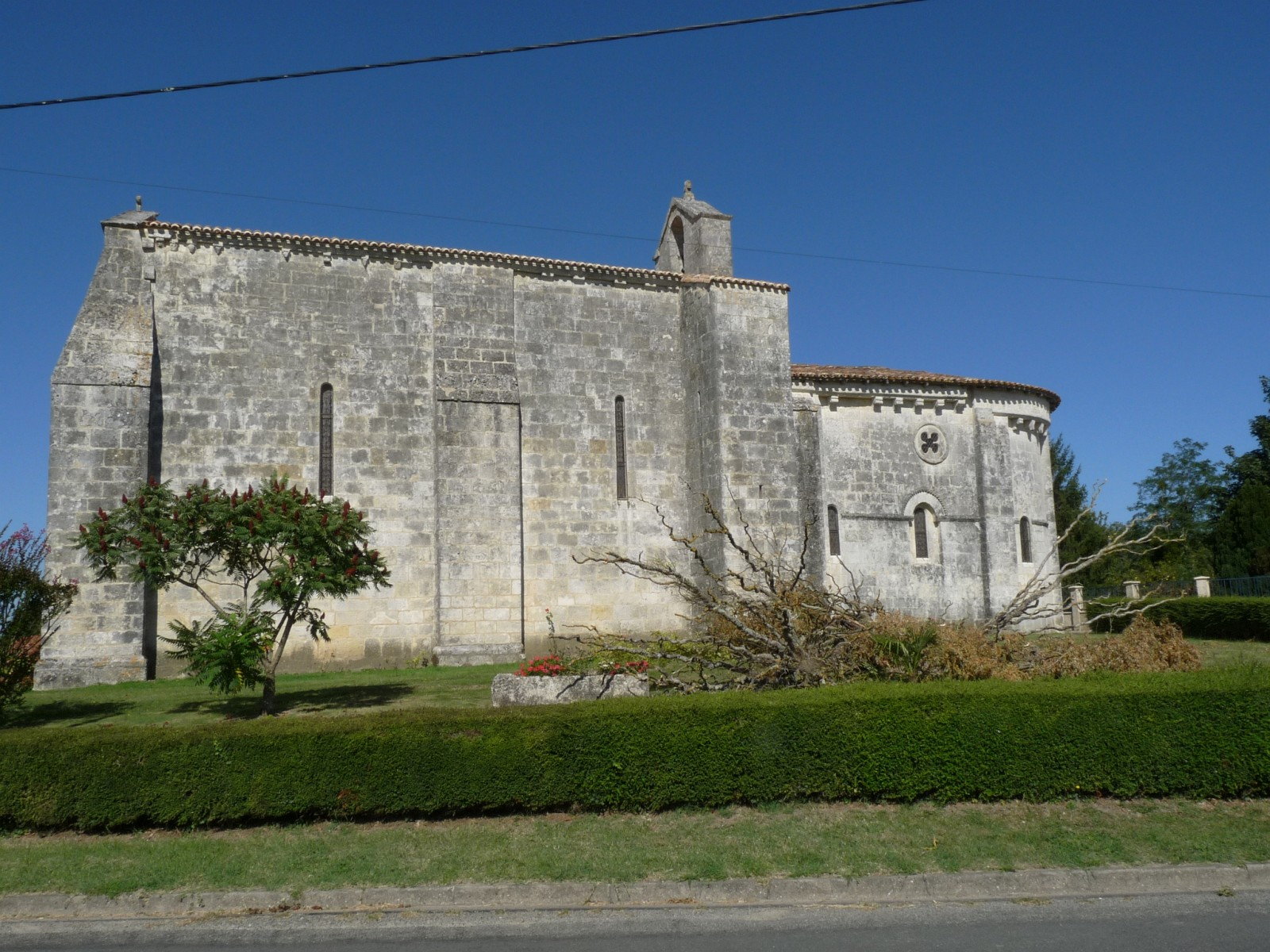
Kirche Saint-Martin